# دایان روی
دایان روی (به انگلیسی: Diane Roy) (زاده ۹ ژانویه ۱۹۷۱) یک ویلچرران کانادایی است. او بین سال‌های ۱۹۹۶ تا ۲۰۱۶ در شش پارالمپیک و پنج دوره قهرمانی جهان به‌طور متوالی شرکت کرد و ۱ مدال از جمله یک مدال طلا در ماراتن در مسابقات جهانی۲۰۰۶ سب کرد.  

## حرفه
بازی‌های المپیک تابستانی ۲۰۰۴ تصویری از مسابقات ۸۰۰ متر با ویلچر زنان را به نمایش گذاشت که در آن روی چهارم شد. او همچنین در پارالمپیک تابستانی ۲۰۰۴ رکت کرد و مدال برنز را در دو ۴۰۰ متر و ۱۵۰۰ متر گرفت.
در بازی‌های پارالمپیک تابستانی ۲۰۰۸، روی ابتدا مدال طلای ۵۰۰۰ متر تی۵۴ را دریافت کرد. با این حال، به دنبال اعتراض تیم‌های استرالیا، ایالات متحده و سوئیس، پس از اینکه شش شرکت‌کننده در دور ماقبل آخر تصادف کردند، کمیته بین‌المللی پارالمپیک دستور برگزاری مجدد مسابقه را صادر  مسابقه مجدد به همان نتیجه رسید، سه ورزشکار مدال گرفتند اما با ترتیبی متفاوت و روی دوم شد.
در سال ۲۰۰۹، او به تالار مشاهیر تری فاکس معرفی شد.

## زندگی شخصی
روی بیشتر دوران کودکی خود را در مزرعه‌ای در لاک-ده-اگل، کبک گذراند. او هفتمین فرزند از هشت فرزند است و پنج برادر و دو خواهر دارد. زمانی که روی وارد دبیرستان شد، به ورزش‌های مختلفی از جمله بسکتبال، بدمینتون، اسکی در سراشیبی، تنیس و هندبال به طور خاص علاقه پیدا کرد که تا سال آخر دبیرستان در آن ها بازی می‌کرد. در سن ۷ سالگی، یک تصادف با وسیله نقلیه زمینی باعث شد روی با یک جراحت فلج‌کننده که امکان استفاده از پاهایش را از او می‌گرفت رو به رو شود و فعالیت‌های او را موقتاً متوقف کرد.
از حدود سال ۱۹۹۸ روی به عنوان دستیار اداری برای رویال لی‌پیج کار می‌کند. او یک پسر به‌نام امیل دارد. 